# کوکینگا
کوکینگا (به لهستانی:  Kukinia) یک روستا در لهستان است که در گمینا اوسترونگه مورسکیه واقع شده‌است.
 کوکینگا  ۲۴۰ نفر جمعیت دارد.